# Jerlín japonský
Jerlín japonský (Styphnolobium japonicum, syn. Sophora japonica) je opadavý listnatý strom, výjimečně keř, z čeledi bobovitých.

## Nomenklatura
Sophora japonica L.,  1767
Nomenklatorická synonyma
≡Styphnolobium japonicum (L.) Schott,  1831
Taxonomická synonyma
=Sophora sinica Rosier,  1779
=Sophora pubescens Tausch,  1834
=Sophora japonica L. var. pubescens (Tausch) Besse,
=Sophora korolkowii Dieck ex Koehne,  1893

## Popis

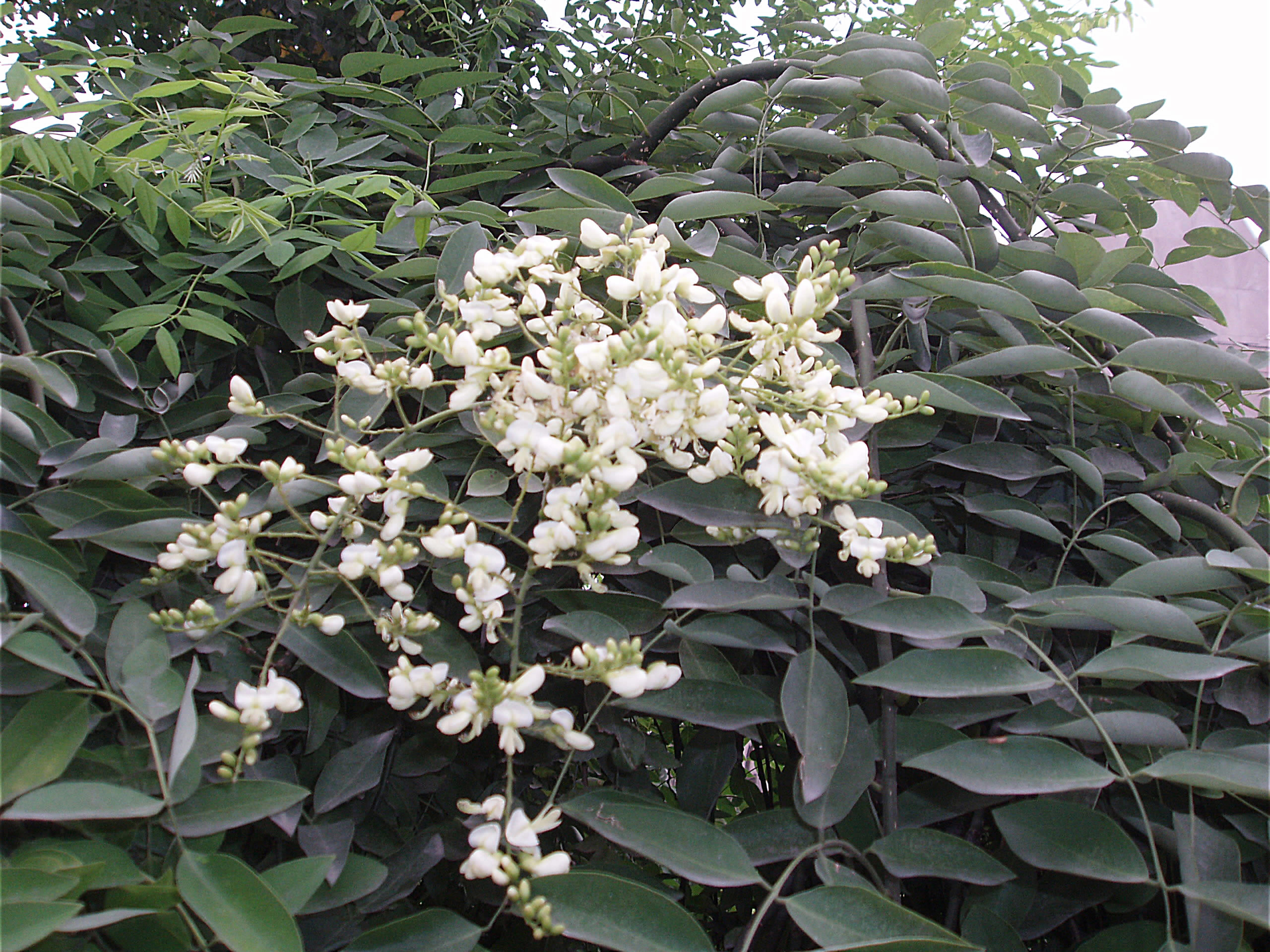
Detail listů a květů

Koruna těchto rychle rostoucích stromů, dorůstajících výšky 15, výjimečně až 25 m, je obvykle široce kulovitá, o průměru 30 až 40 m. Existují však válcovité kultivary (např. Columnaris, Fastigiata nebo Princeton Upright), které mají menší šířku než výšku.
Strom má šedohnědou kůru s vystouplými hřebeny. Povrch mladších větví a výhonků je olivově zelený.
Složené listy jsou lichozpeřené, jařmo 12 až 15 cm dlouhé, se 7 až 17 lístky podlouhle eliptickými, vejčitými až vejčitě kopinatými, dlouhými 2 až 5 cm a širokými 1 až 2 cm. Na vrchu jsou tmavozelené nebo šedozelené, na spodní straně světle zelené.
Květenství vytváří koncové laty dlouhé až 30 cm, tvořené velkým množstvím (až 80) drobnými kvítky. Jednotlivé oboupohlavní motýlokvěté kvítky jsou slonovinově bílé až žlutobílé, drobné, 2 až 4 mm dlouhé, slabě vonící. Jsou hmyzosprašné. Jerlín kvete v červenci až srpnu. V Evropě kvetou obvykle teprve jedinci starší přibližně 15 let.
Plod je stopkatý válcovitý lusk, 5 až 7 cm dlouhý, dužnatý, obsahující jedno až pět tmavohnědých až černých, zploštěných, elipsoidních semen o rozměrech 7–9 × 4–5 × 3–3,5 mm. Semena jsou dobře klíčivá.

## Areál rozšíření
Navzdory svému druhovému jménu není tento druh původní v Japonsku, kam byl jen zavlečen. Původní areál rozšíření zahrnuje oblasti Dálného východu, především Čínu a Koreu. Pěstováním jako okrasný strom se jerlín rozšířil do mírného pásu celého světa. V Evropě je znám a pěstován od 18. století, v Česku od roku 1835. Jeden z nejstarších exemplářů nejen v Česku, ale ve střední Evropě vůbec, roste od roku 1910 v zámeckém parku poblíž zámku ve Valticích. Další stoletý exemplář se nachází v obci Brodce u Mladé Boleslavi. V roce 2013 byl prohlášen památným stromem. Jeden vzrostlý exemplář starší než 50 let se nachází v obci Třemošná cca 5 km od Plzně, v Praze se skupina vzrostlých jerlínů nachází například v areálu Vyšehradu v parku sousedícím s bazilikou svatého Petra a Pavla.
Dva vzrostlé exempláře značně starší padesáti let se nachází v obci Višňové u Znojma, jeden v zámeckém parku a jeden v části obce Rebešovice (stáří tohoto stromu se odhaduje na 80+ let).
Čtyři rozkošatělé exempláře o stáří přibližně 90 let (2019) zkrášlovaly půvabné zákoutí za novorenesanční radnicí na Wernerově nábřeží v historickém jádru Pardubic, v roce 2020 se jeden z nich vyvrátil.
V obci Velichovky se nachází na východní straně lázeňského parku vysoký a úzký exemplář jerlínu japonského vysazený pravděpodobně spolu s lipovou alejí v roce 1926 v souvislosti s návštěvou prezidenta Masaryka. 

## Stanoviště
Vyžaduje slunné stanoviště s dostatkem vláhy a živin, nesnáší však zamokřené těžké půdy. Dospělé stromy vydrží i silné mrazy do −25 °C; mladé semenáčky však může mráz poškodit, proto je dobré je předpěstovávat nejméně 2 roky ve sklenících. Je velmi odolný proti znečištěnému prostředí včetně zasolení půdy, proto se v současné době využívá jako okrasný strom v městských stromořadích. Po zakořenění snáší i déle trvající sucho.

## Obsahové látky
Jerlín obsahuje jedovatý cytisin, který může způsobit nevolnosti. Je významným zdrojem rutinu, obsaženým v listech a zejména v nezralých semenících (až 40 %). Semena obsahují škrob.

## Použití
Pěstuje se jako okrasný strom v zahradách a parcích jednak pro svůj vzhled, jednak pro pěkné květenství. Je medonosnou rostlinou a umožňuje hnízdění ptactva.
Dřevo je pevné a tvrdé a v oblasti svého původu se užívá jako stavební materiál. Poranění jím způsobená se velmi obtížně hojí.
Přestože obsahuje cytisin, na Dálném východě se květy a mladé lístky používají k přípravě čaje, vzhledem k velkému obsahu rutinu. Listy, předem několikrát spařené, se ve východní kuchyni užívají podobně jako špenát.
V minulosti byly květy a zejména lusky zdrojem přírodního žlutého barviva.